# Ruelle-sur-Touvre
Ruelle-sur-Touvre je naselje in občina v zahodnem francoskem departmaju Charente regije Poitou-Charentes. Leta 2006 je naselje imelo 7.405 prebivalcev.

## Geografija
Kraj se nahaja v pokrajini Angoumois ob reki Touvre, 7 km severovzhodno od samega središča departmaja Angoulêma.

## Uprava
Ruelle-sur-Touvre je sedež istoimenskega kantona, v katerega so poleg njegove vključene še občine L'Isle-d'Espagnac, Magnac-sur-Touvre, Mornac in Touvre
s 17.857 prebivalci.
Kanton Ruelle-sur-Touvre je sestavni del okrožja Angoulême.

## Zanimivosti
- cerkev sv. Medarda,
- fontana Franca I. iz 16. stoletja, francoski zgodovinski spomenik od leta 1925,
- livarna fonderie royale de la Marine, osnoval jo je francoski vojaški inženir markiz de Montalembert za potrebe vlivanja topov za kraljevo mornarico leta 1753.

## Pobratena mesta
- Albaida (Valencia, Španija),
- Amstetten (Spodnja Avstrija, Avstrija),
- Banbridge (Severna Irska, Združeno kraljestvo),
- Roudnice nad Labem (Češka).